# Fülldosage
Die Fülldosage (oder Tiragelikör) ist eine Mischung aus in Wein gelöstem Zucker und Hefe, die bei der Herstellung von Schaumweinen zur Einleitung des zweiten Gärungsprozesses beigefügt wird. 
Dabei spaltet die Hefe den Zucker in Alkohol und Kohlensäure. Dies macht aus einem stillen einen schäumenden Wein.
Nach der Verordnung (EWG) Nr. 2332/92, Artikel 2b darf die Fülldosage nur aus folgenden Stoffen bestehen:
- Hefe, und zwar als Trockenhefe oder suspendiert in Wein
- Zucker in Form von Saccharose
- Traubenmostkonzentrat oder
- Rektifiziertes Traubenmostkonzentrat (RTK)